# 元鳴尾町
元鳴尾町（もとなるおちょう）は、愛知県名古屋市南区の地名。丁番を持たない単独町名である。住居表示未実施。

## 地理
名古屋市南区南東部に位置する。東は緑区、西は鳴尾一丁目・鳴尾二丁目、北は星崎一丁目・星崎二丁目、南東は鳴尾町に接する。

## 歴史
大部分が江戸期まで愛知郡牛毛荒井村であった地域にあたる。

### 町名の由来
鳴尾 (名古屋市)#町名の由来を参照。

### 行政区画の変遷
- 1967年（昭和42年）6月30日 - 南区星崎町・鳴尾町の各一部により、同区元鳴尾町として成立する[1]。
- 1973年（昭和48年）2月8日 - 鳴尾町・星崎町の各一部を編入する[1]。

## 世帯数と人口
2019年（平成31年）4月1日現在の世帯数と人口は以下の通りである。
| 町丁     | 世帯数  | 人口  |
| -------- | ------- | ----- |
| 元鳴尾町 | 402世帯 | 910人 |

### 人口の変遷
国勢調査による人口の推移
| 2000年（平成12年） | 889人 | [ WEB 6 ] |  |
| 2005年（平成17年） | 832人 | [ WEB 7 ] |  |
| 2010年（平成22年） | 798人 | [ WEB 8 ] |  |
| 2015年（平成27年） | 892人 | [ WEB 9 ] |  |

## 学区
市立小・中学校に通う場合、学校等は以下の通りとなる。また、公立高等学校に通う場合の学区は以下の通りとなる。
| 番・番地等 | 小学校               | 中学校               | 高等学校 |
| ---------- | -------------------- | -------------------- | -------- |
| 全域       | 名古屋市立星崎小学校 | 名古屋市立本城中学校 | 尾張学区 |

## 交通
- JR東海道本線[2]
- JR東海道新幹線[2]
- 国道1号[2]

## 施設
- 鳴尾公会堂

明治4年に名古屋県出張所として知多郡横須賀町（東海市）において建設された建物で、後年鳴尾村が払い下げを受け、鳴尾学校校舎として使用したものである。
- 松風公園[2]

1971年（昭和46年）10月15日供用開始。
- 浄土宗称念寺[2]
- 真宗大谷派西来寺[2]

境内には永井荷風追慕碑が建てられている。荷風自身は東京府出身であるが、先祖である永井星渚が鳴尾に屋敷を構えていたことによる。鳴海小作争議において小作人の拠点となったとされる。
- 若宮八幡社[2]
- 星崎第二公園[2]

1967年（昭和42年）10月11日供用開始。
- 牛毛神社[2]

- 鳴尾公会堂
- 松風公園
- 若宮八幡社
- 西来寺
- 牛毛神社

## その他

### 日本郵便
- 郵便番号 : 457-0065[WEB 3]（集配局：名古屋南郵便局[WEB 13]）。

### WEB
1. ↑  “愛知県名古屋市南区の町丁・字一覧”.   人口統計ラボ. 2017年10月7日閲覧。
2. 1 2  “町・丁目(大字)別、年齢(10歳階級)別公簿人口(全市・区別)”.   名古屋市 (2019年4月22日). 2019年4月23日閲覧。
3. 1 2  “郵便番号”.  日本郵便. 2019年3月17日閲覧。
4. ↑  “市外局番の一覧”.   総務省. 2019年1月6日閲覧。
5. ↑  名古屋市役所市民経済局地域振興部住民課町名表示係 (2015年10月21日). “南区の町名一覧”.   名古屋市. 2017年10月7日閲覧。
6. ↑  名古屋市役所総務局企画部統計課統計係 (2005年7月1日). “（刊行物）名古屋の町(大字)・丁目別人口 (平成12年国勢調査) 南区” (XLS). 2017年10月8日閲覧。
7. ↑  名古屋市役所総務局企画部統計課統計係 (2007年6月29日). “平成17年国勢調査　名古屋の町(大字)別・年齢別人口 南区” (XLS). 2017年10月8日閲覧。
8. ↑  名古屋市役所総務局企画部統計課統計係 (2012年6月29日). “平成22年国勢調査　名古屋の町(大字)別・年齢別人口 南区” (XLS). 2017年10月8日閲覧。
9. ↑  名古屋市役所総務局企画部統計課統計係 (2017年7月7日). “平成27年国勢調査　名古屋の町(大字)別・年齢別人口” (XLS). 2017年10月8日閲覧。
10. ↑  “市立小・中学校の通学区域一覧”.   名古屋市 (2018年11月10日). 2019年1月14日閲覧。
11. ↑  “平成29年度以降の愛知県公立高等学校（全日制課程）入学者選抜における通学区域並びに群及びグループ分け案について”.   愛知県教育委員会 (2015年2月16日). 2019年1月14日閲覧。
12. 1 2  “都市公園の名称、位置及び区域並びに供用開始の期日” (2019年5月1日). 2019年11月3日閲覧。
13. ↑  “郵便番号簿 2018年度版” (PDF).   日本郵便. 2019年4月23日閲覧。

### 文献
1. 1 2 3  名古屋市計画局 1992, p. 855.
2. 1 2 3 4 5 6 7 8 9 10 11 12  「角川日本地名大辞典」編纂委員会 1989, p. 1546.

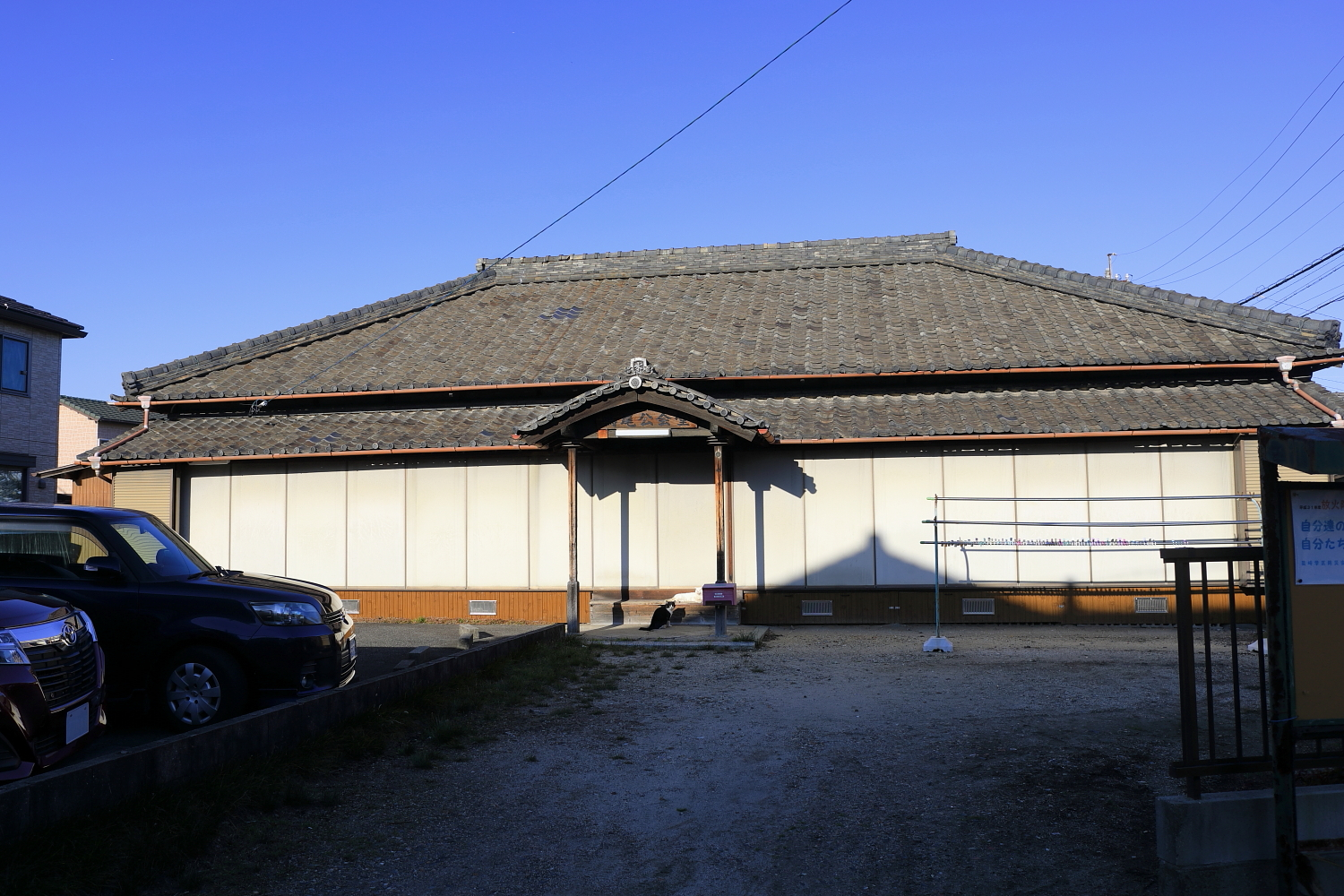
鳴尾公会堂
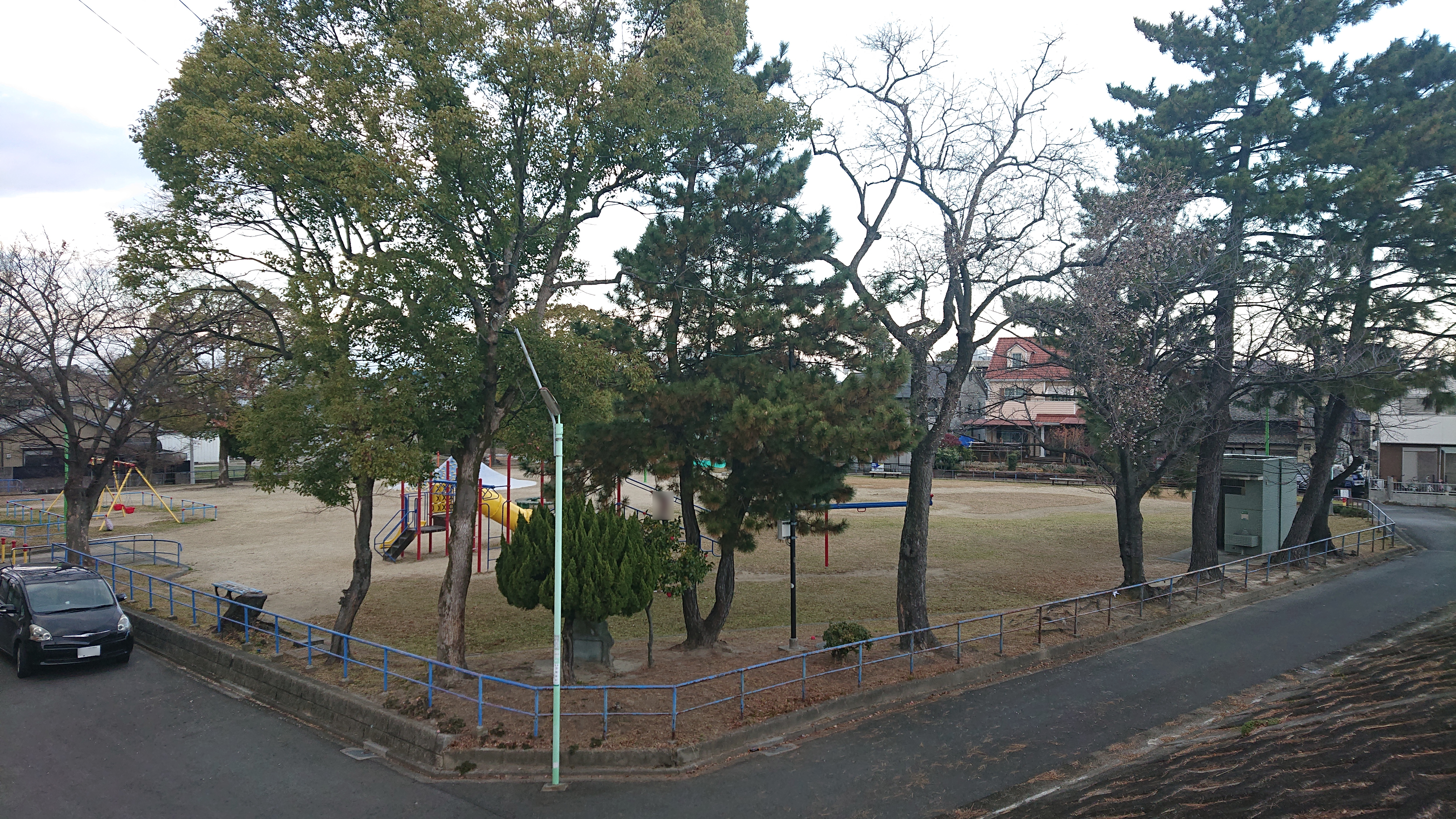
松風公園
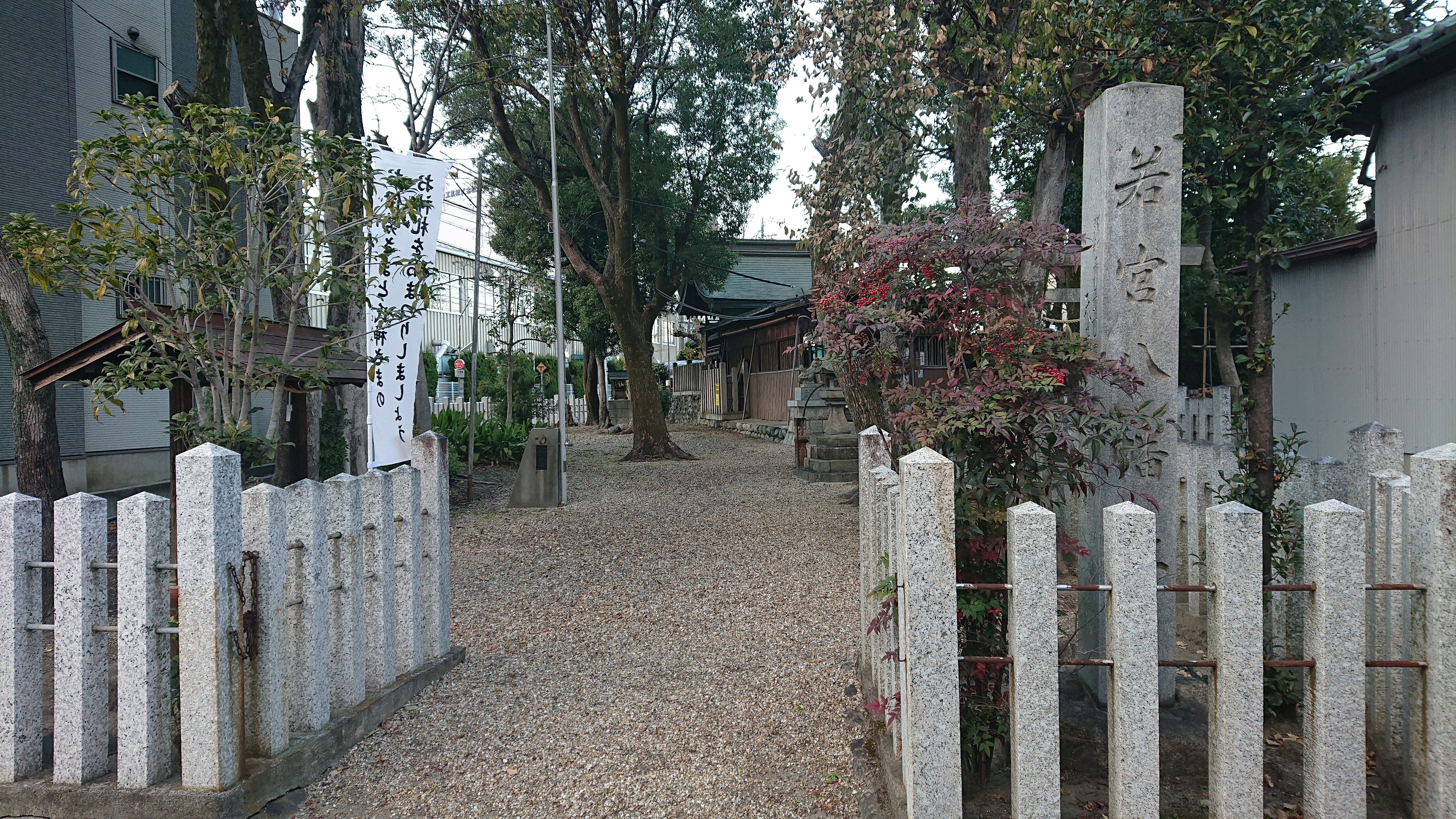
若宮八幡社
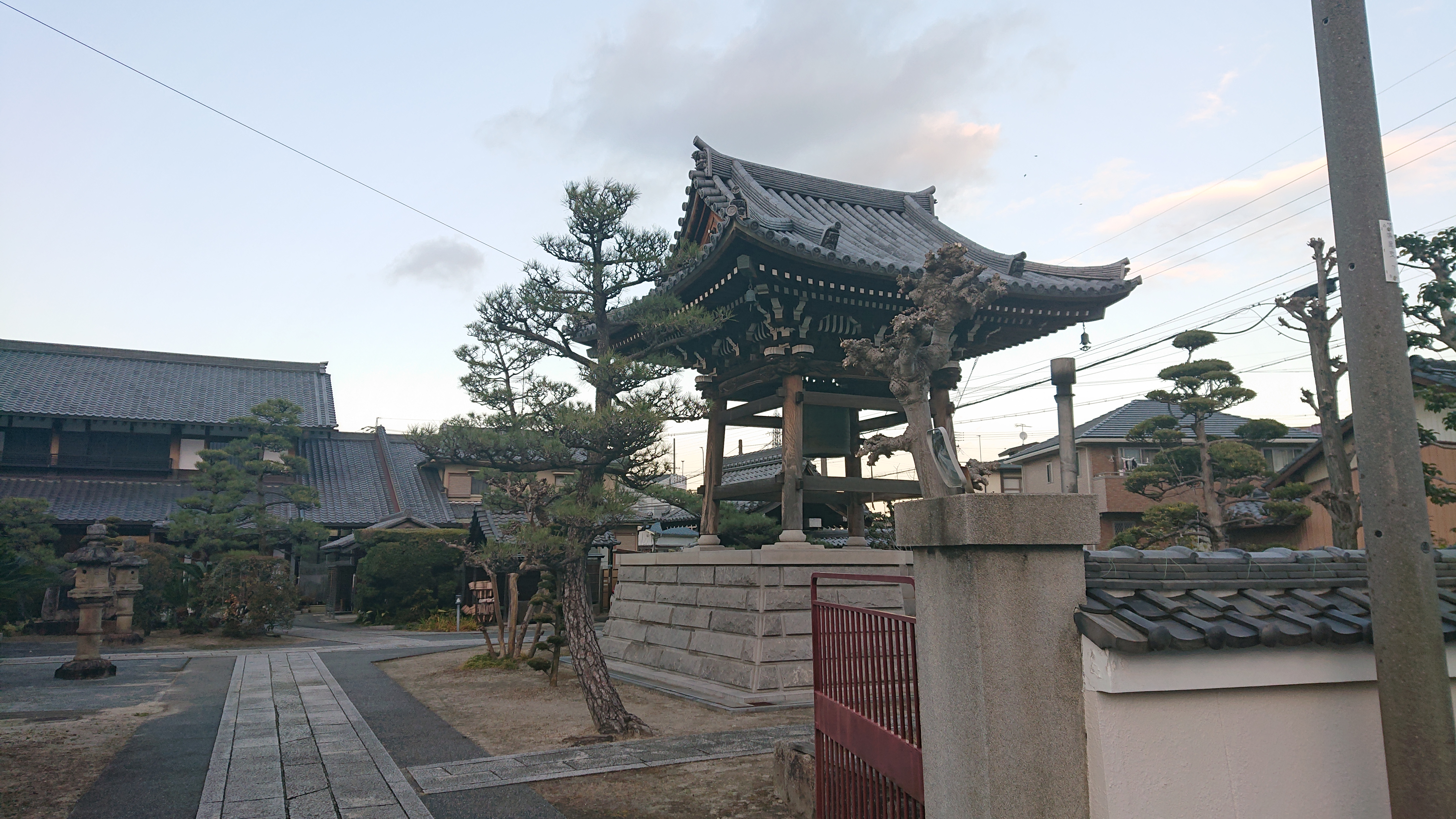
西来寺
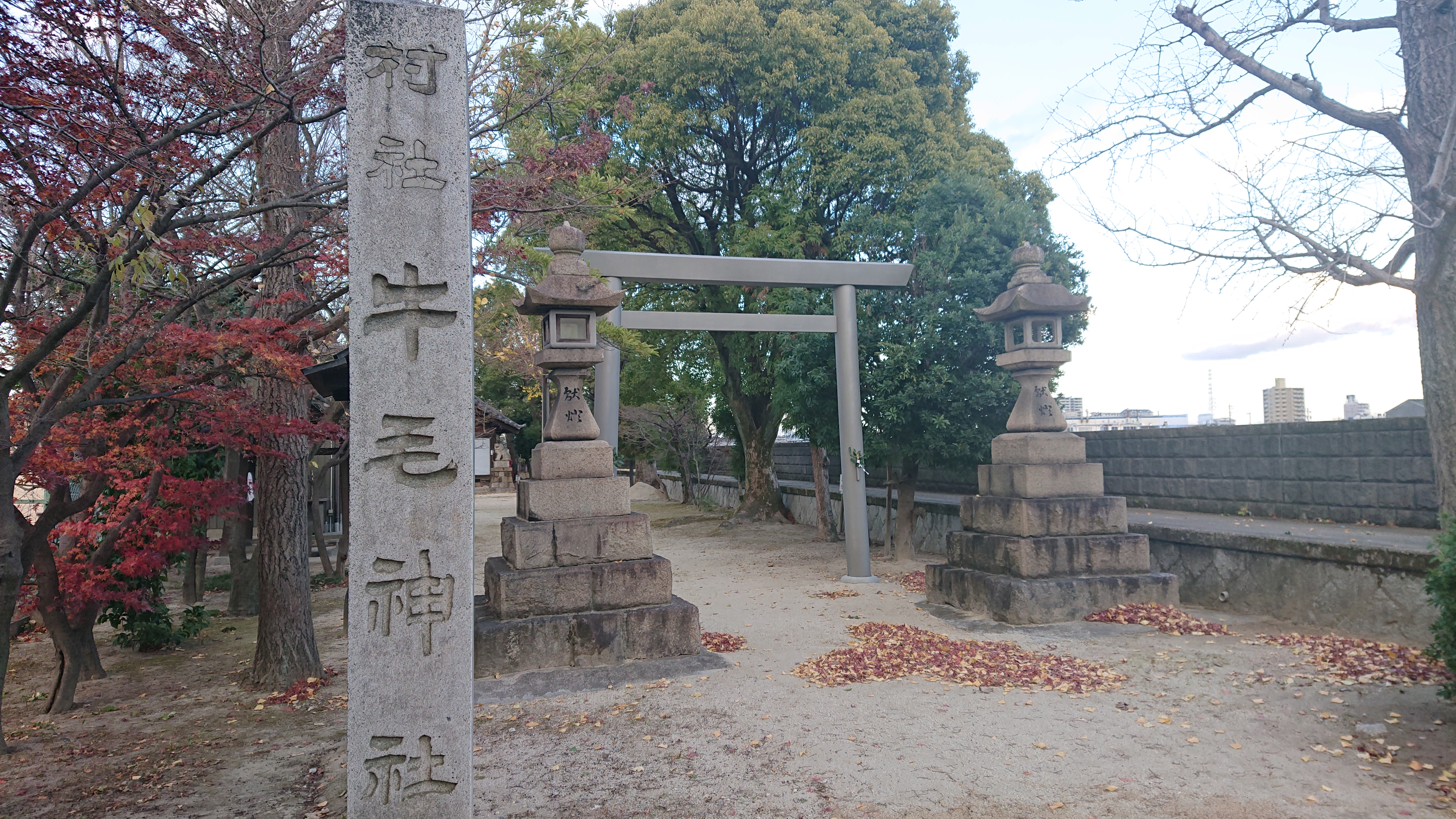
牛毛神社

3. 1 2  名古屋市計画局 1992, p. 590.
4. ↑  名古屋市教育委員会 2018, p. 81.